# جکی چان
فانگ سی‌لونگ (انگلیسی: Fang Shilong) (زادهٔ با نام چان کونگ-سانگ؛ ۷ آوریل ۱۹۵۴) که با نام جکی چان (به انگلیسی: Jackie Chan) شناخته می‌شود؛ بازیگر، کارگردان، تهیه‌کننده، رزمی‌کار و بدل‌کار هنگ کنگی است. او برای سبک مبارزهٔ آکروباتیک اسلپ‌استیک، زمان‌بندی خنده‌دار در اجرا و بدل‌کاری‌های نوآورانه‌اش که معمولاً خودش آن را اجرا می‌کند شهرت دارد. قبل از ورود به صنعت فیلم، او یکی از هفت ثروت کوچک از آکادمی درام چین از مدرسه اپرای پکن بود، جایی که او در رشته آکروباتیک، هنرهای رزمی و بازیگری تحصیل کرد. چان از دههٔ ۱۹۶۰ مشغول به بازیگری بوده و در بیش از ۱۵۰ فیلم ایفای نقش کرده است. او یکی از محبوب‌ترین ستاره‌های فیلم‌های اکشن در تاریخ است.
پس از حضور او در بسیاری از فیلم‌های هنگ کنگ به عنوان بدل‌کار، اولین موفقیت بزرگ چان، فیلم کمدی اکشن کونگ‌فوی مار در سایه عقاب محصول سال ۱۹۷۸ بود. او سپس با فیلم‌های کمدی اکشن کونگ‌فوی مشابهی مانند استاد مست محصول سال ۱۹۷۸ و استاد جوان محصول سال ۱۹۸۰ به موفقیت چشمگیری دست یافت. تیم بدل‌کاری جکی چان حین ساخت فیلم پروژه آ در سال ۱۹۸۳ تشکیل شد که سبک خاص بدل‌کاری‌های پیچیده و خطرناک چان همراه با هنرهای رزمی و شوخ‌طبعی را تثبیت کرد، سبکی او در فضایی مدرن‌تر با رستوران سیار محصول سال ۱۹۸۴ و داستان پلیس محصول سال ۱۹۸۵ و جنجال در شهر (۱۹۹۵) توسعه داد. بازی او در مجموعه‌فیلم‌های ساعت شلوغی و شانگهای منجر به موفقیت او در هالیوود شد. چان به عنوان اولین نقش دراماتیک خود، در فیلم آمریکایی بچه کاراته‌کار ظاهر شد.
چان یکی از شناخته‌شده‌ترین و تأثیرگذارترین شخصیت‌های سینمایی در جهان است که طرفداران گسترده‌ای در نیمکره شرقی و غربی دارد. او ستاره‌های شهرت پیاده‌روی ستارگان، هنگ کنگ و پیاده‌روی مشاهیر هالیوود را کسب کرده است. او همچنین یک جایزه اسکار افتخاری برای «دستاوردهای خارق‌العاده» خود در فیلم دریافت کرده است. در آهنگ‌های پاپ، کارتون‌ها، فیلم‌ها و بازی‌های ویدیویی مختلف به چان اشاره شده است. او یک خواننده آموزش‌دیده اپرا و همچنین یک ستاره کانتوپاپ و ماندوپاپ است و تعدادی آلبوم موسیقی منتشر کرده و بسیاری از آهنگ‌های ابتدایی فیلم‌هایی را که در آنها بازی کرده، خوانده است. او همچنین یک نیکوکار شناخته‌شده در سطح جهانی است و از سوی مجلهٔ فوربز به عنوان یکی از ۱۰ چهره برتر خیریه شناخته شده است. در سال ۲۰۰۴، اندرو ویلیس، محقق سینما اظهار داشت که چان شاید «به رسمیت شناخته‌ترین ستاره سینما در جهان» باشد. در سال ۲۰۱۵، فوربز دارایی خالص او را ۳۵۰ میلیون دلار تخمین زد و تا سال ۲۰۱۶، او دومین بازیگر پردرآمد جهان بود.
دیدگاه چان در مورد سیاست هنگ کنگ در دهه ۱۹۹۰ به تدریج از یک موضع طرفدار دموکراتیک به یک موضع طرفدار پکن از دهه ۲۰۱۰ تبدیل شده است. از سال ۲۰۱۳، چان یک سیاستمدار طرفدار حزب کمونیست چین (ح‌ک‌چ) بوده است و دو دوره به عنوان نماینده در کنفرانس مشورتی سیاسی خلق چینی خدمت کرده است، و در سال ۲۰۲۱، تمایل خود را برای پیوستن به حزب کمونیست چین بیان می‌کند.

## اوایل زندگی
چان در ۷ آوریل ۱۹۵۴ در هنگ کنگ بریتانیا با نام چان کونگ-سانگ به‌دنیا آمد. پدرش چارلز چان و مادرش لی‌لی چان پناهنده سیاسی جنگ داخلی چین بودند. در سفارت فرانسه در هنگ کنگ کار می‌کردند. حدود سال ۱۹۳۷، پدر چان، با نام اصلی فانگ دائولونگ، برای مدت کوتاهی به عنوان یک مأمور مخفی برای ژنرال دای لی کار، جاسوس اصلی دولت ملی جمهوری چین، کار می‌کرد. پدر چان در دهه ۱۹۴۰، از ترس دستگیر شدن توسط دولت کمونیستی، به هنگ کنگ بریتانیا گریخت و نام خانوادگی خود را از فانگ به چان تغییر داد. چان هویت پدرش را کشف کرد و در اواخر دهه ۱۹۹۰ نام چینی خود را به فانگ سی‌لونگ (房仕龍) تغییر داد، نامی که طبق کتاب شجره‌نامه خویشاوندانش نامگذاری شد.
چان سال‌های شکل‌گیری خود را محوطه اقامتگاه کنسول فرانسه در ویکتوریا پیک، هنگ کنگ بریتانیا گذراند، زیرا پدرش به عنوان آشپز در آنجا کار می‌کرد. چان در مدرسه ابتدایی ناه-وها در جزیره هنگ کنگ تحصیل کرد که در سال اول شکست خورد و پس از آن والدینش او را از مدرسه بیرون کشیدند. در سال ۱۹۶۰، پدرش به کانبرا، استرالیا مهاجرت کرد تا به عنوان سرآشپز در سفارت آمریکا کار کند، و چان به آکادمی درام چین، یک مدرسهٔ اپرای پکن که توسط استاد یو جیم-یوئن اداره می‌شد، فرستاده شد. چان برای دهه بعدی به شدت تمرین کرد و در هنرهای رزمی و آکروباتیک برتری یافت. او در نهایت بخشی از هفت ثروت کوچک، یک گروه نمایشی متشکل از بهترین دانش‌آموزان مدرسه شد و نام هنری یوئن لو (元樓) را برای ادای احترام به استادش به دست آورد. چان با سایر اعضای گروه، سامو هونگ و یوئن بیائو دوست صمیمی شد و هر سه بعداً به سه برادر یا سه اژدها معروف شدند. پس از ورود به صنعت فیلم، چان به همراه سامو هونگ این فرصت را به دست آورد تا در هاپکیدو زیر نظر استاد بزرگ جین پال کیم تمرین کند. در نهایت چان به کمربند مشکی دست یافت. چان به عنوان یک رزمی‌کار در چندین اشکال کونگ‌فو نیز مهارت دارد. او همچنین برای مهارتش در سایر هنرهای رزمی مانند کاراته، جودو، تکواندو و جیت کان دو که آموزش دیده است، شناخته شده است.
چان در سال ۱۹۷۱، به والدینش در کانبرا، استرالیا پیوست، جایی که برای مدت کوتاهی به کالج دیکسون رفت و به عنوان کارگر ساختمانی کار کرد. یک از همکاران به نام جک، چان را زیر بال خود گرفت، بنابراین چان لقب «جک کوچک» را به دست آورد، که بعداً به «جکی» خلاصه شد، که از آن زمان تاکنون با او باقی‌مانده است.

## حرفه سینما

### ۱۹۶۲–۱۹۷۵: حضور اولیه کوتاه
او فعالیت سینمایی خود را با حضور در نقش‌های کوچک در پنج سالگی به عنوان یک بازیگر کودک آغاز کرد. در سن هشت سالگی، او به همراه برخی از همتایانش «شانس‌های کوچک» در فیلم هفت مبارز کوچک دلیر (۱۹۶۲) با بازی لی لی-هوا در نقش مادرش ظاهر شد. سال بعد، او در فیلم‌های اضافی ین چون در سال ۱۹۶۴، لیان شان پو و چو یینگ تای ظاهر شد و نقش کوچکی در فیلم بیا و با من پیکی بزن کینگ هو محصول سال ۱۹۶۶ داشت. در سال ۱۹۷۱، پس از حضور در یک فیلم دیگر کونگ‌فو، نشانی از ذن، چان با شرکت بزرگ فیلم‌سازی زمین چو مو قرارداد بست.
جکی چان در فیلم خشم اژدها (۱۹۷۲) با بازی بروس لی حضور داشت؛ هم به عنوان یک سیاهی‌لشکر و هم به عنوان بدل‌کار برای شخصیت شرور ژاپنی، هیروشی سوزوکی (با بازی چیکارا هاشیموتو)، به‌ویژه در صحنه مبارزه پایانی که لی به او لگد می‌زند و او به هوا پرتاب می‌شود. چان بار دیگر در فیلم دیگر بروس لی، اژدها وارد می‌شود (۱۹۷۳)، در نقش یک نوچه فرعی ظاهر شد که توسط شخصیت لی کشته می‌شود. سامو هونگ به چان کمک کرد تا نقش‌های کوچکی در هر دو فیلم بروس لی به دست آورد. چان همچنین به عنوان طراح صحنه‌های رزمی در فیلم اژدهایان جوان (۱۹۷۴) به کارگردانی جان وو فعالیت کرد.

### ۱۹۷۶–۱۹۸۰: آغاز نقش‌های اصلی
در سال ۱۹۷۶، جکی چان یک تلگرام از ویلی چان، تهیه‌کننده فیلم در صنعت سینمای هنگ کنگ، دریافت کرد. ویلی چان تحت تأثیر کارهای بدل‌کاری جکی قرار گرفته بود و به او پیشنهاد یک نقش بازیگری در فیلمی به کارگردانی لو وی را داد. لو پس از دیدن بازی چان در فیلم دست مرگ (۱۹۷۶) به کارگردانی جان وو، تصمیم گرفت او را در فیلم خشم اژدهای جوان مشابه بروس لی به تصویر بکشد. نام هنری جکی چان به 成龍 (به معنی «اژدها شدن»، Sing4 Lung4 در جیوت‌پینگ یا به‌ندرت Cheng Long در پین‌یین) تغییر یافت تا شباهت او به بروس لی برجسته شود. نام هنری بروس لی در زبان چینی به معنای «لی، اژدهای کوچک» بود. (در واقع به سال تولد او که تحت نماد زودیاک اژدها بود اشاره داشت، نه به مفهوم اژدهای چینی.) این فیلم ناموفق بود، زیرا چان به سبک رزمی لی عادت نداشت. با وجود شکست فیلم، لو وی به ساخت فیلم‌هایی با همین سبک ادامه داد، اما این تلاش‌ها تأثیر چندانی در گیشه نداشتند.
نقطه عطف بزرگ چان در سال ۱۹۷۸ با فیلم مار در سایه عقاب رقم خورد. این فیلم زمانی ساخته شد که او طبق یک قرارداد دو فیلمه به شرکت فیلم‌سازی سیزنال فیلم قرض داده شده بود. کارگردان یوئن وو-پینگ به چان آزادی کامل در اجرای بدل‌کاری‌هایش داد. این فیلم سبک جدیدی از کونگ‌فوی کمدی را پایه‌گذاری کرد و برای مخاطبان هنگ کنگ تازگی داشت. در همان سال، چان در فیلم استاد مست بازی کرد، که در نهایت او را به موفقیت گسترده‌ای در جریان اصلی سینما رساند.
پس از بازگشت به استودیوی لو وی، لو تلاش کرد موفقیت سبک کمدی استاد مست را تکرار کند. او فیلم‌هایی مانند کونگ‌فوکار زبل و هفت ضربه مرگبار را تهیه کرد و در آنها از جکی به‌عنوان کارگردان بدل‌کاری استفاده کرد. همچنین، به چان فرصت داد تا با کفتار بی‌باک نخستین تجربه کارگردانی‌اش را رقم بزند. پس از ترک شرکت توسط ویلی چان، او به جکی توصیه کرد که خودش تصمیم بگیرد آیا با لو وی بماند یا نه. در جریان فیلم‌برداری کفتار بی‌باک قسمت ۲، چان قراردادش را شکست و به گلدن هاروست پیوست. این اقدام باعث شد که لو با تهدید از طریق تثلیث چینی تلاش کند جلوی چان را بگیرد و ویلی را مقصر جدایی او بداند. این اختلاف با کمک جیمی وانگ یو، بازیگر و کارگردان سرشناس، حل شد و چان توانست در گلدن هاروست بماند.

### ۱۹۸۰–۱۹۸۷: موفقیت تجاری در ژانر کمدی اکشن
ویلی چان به مدیر شخصی و دوست صمیمی جکی چان تبدیل شد و این رابطه بیش از ۳۰ سال ادامه یافت. او نقش کلیدی در آغاز حرفه بین‌المللی چان داشت و مسیر ورود او به صنعت سینمای آمریکا را در دهه ۱۹۸۰ هموار کرد. اولین فیلم هالیوودی چان، نبرد بزرگ در سال ۱۹۸۰ بود. چان سپس در فیلم مسیر کاننبال (۱۹۸۱) نقش کوچکی ایفا کرد؛ فیلمی که در سراسر جهان بیش از ۱۰۰ میلیون دلار فروش داشت. اگرچه مخاطبان آمریکای شمالی بیشتر به بازیگران شناخته‌شده‌ای مانند برت رینولدز توجه نشان دادند و چان را تا حد زیادی نادیده گرفتند، اما او تحت تأثیر سکانس‌های پشت‌صحنه‌ای قرار گرفت که در تیتراژ پایانی فیلم نمایش داده می‌شد. این ایده، او را ترغیب کرد تا در فیلم‌های آینده‌اش از همین تکنیک استفاده کند.
پس از شکست تجاری محافظ (۱۹۸۵)، چان موقتاً تلاش‌هایش را برای ورود به بازار آمریکا کنار گذاشت و تمرکزش را دوباره به سینمای هنگ کنگ معطوف کرد.
در بازگشت به هنگ کنگ، فیلم‌های چان در سراسر آسیای شرقی مخاطبان بیشتری پیدا کردند. او در بازار پررونق ژاپن با فیلم‌هایی مانند استاد مست، استاد جوان (۱۹۸۰) و ارباب اژدها (۱۹۸۲) به موفقیت رسید. استاد جوان رکوردهای گیشه‌ای پیشین را که توسط بروس لی ثبت شده بود شکست و جایگاه چان را به عنوان بزرگ‌ترین ستاره سینمای هنگ کنگ تثبیت کرد. در ارباب اژدها، چان شروع به آزمایش با صحنه‌های بدل‌کاری پیچیده کرد. یکی از برجسته‌ترین لحظات فیلم، سکانس مبارزه پایانی بود که در آن چان بدل‌کاری‌های دشواری اجرا کرد، از جمله پشتک زدن از یک ایوان بلند و سقوط به سطح پایین‌تر.
چان چندین فیلم اکشن کمدی با دوستانش از مدرسه اپرا، سامو هونگ و یوئن بیائو، تهیه کرد. این سه نفر برای اولین بار در سال ۱۹۸۳ در پروژه آ هم‌بازی شدند. این فیلم سبک جدیدی از هنرهای رزمی مبتنی بر بدل‌کاری‌های خطرناک را معرفی کرد و جایزه بهترین طراحی اکشن را در سومین دوره جوایز فیلم هنگ کنگ کسب کرد. در دو سال بعد، این سه نفر که به «سه برادر» معروف شدند، در رستوران سیار و سه‌گانه اصلی ستاره‌های خوش‌شانس ظاهر شدند. در سال ۱۹۸۵، چان اولین فیلم از مجموعه داستان پلیس را ساخت، یک فیلم اکشن جنایی که در آن مجموعه‌ای از بدل‌کاری‌های خطرناک را اجرا کرد. این فیلم جایزه بهترین فیلم را در جوایز فیلم هنگ کنگ سال ۱۹۸۶ کسب کرد. در سال ۱۹۸۶، چان در فیلم شمشیر خدایان نقش «شاهین آسیایی» را بازی کرد، شخصیتی شبیه به ایندیانا جونز. این فیلم تا آن زمان موفق‌ترین فیلم چان در گیشه داخلی بود و بیش از ۳۵ میلیون دلار هنگ کنگ فروش داشت.

### ۱۹۸۸–۱۹۹۸: دنباله‌های فیلم تحسین‌شده و موفقیت در هالیوود
در سال ۱۹۸۸، چان برای آخرین بار تاکنون در کنار سامو هونگ و یوئن بیائو در فیلم همیشه اژدها بازی کرد. هونگ این فیلم را همراه با کری یوئن کارگردانی کرد و نقش شرور فیلم را یوئن وا ایفا کرد که او نیز از فارغ‌التحصیلان آکادمی درام چین بود.
در اواخر دهه ۱۹۸۰ و اوایل دهه ۱۹۹۰، چان در چندین دنباله موفق بازی کرد که با پروژه آ بخش دوم و داستان پلیس ۲ آغاز شد که جایزه بهترین طراحی اکشن را در جوایز فیلم هنگ کنگ ۱۹۸۹ کسب کرد. پس از آن، چان در فیلم‌های شمشیر خدایان ۲: عملیات کاندور و داستان پلیس ۳: ابر پلیس بازی کرد، که توانست جایزه بهترین بازیگر را در جشنواره فیلم اسب طلایی ۱۹۹۳ کسب کند. در سال ۱۹۹۴، چان بار دیگر در نقش وانگ فی-هونگ در استاد مست ۲ ظاهر شد، که بعدها در فهرست ۱۰۰ فیلم برتر تمام دوران مجله تایم قرار گرفت. دنباله دیگری با عنوان داستان پلیس ۴: اولین ضربه موفقیت‌های بیشتری در گیشه داخلی و جوایز کسب کرد، اما در بازارهای خارجی چندان موفق نبود.
تا اواسط دهه ۱۹۹۰، او محبوب‌ترین ستاره فیلم‌های اکشن در آسیا و اروپا بود. تا ژانویه ۱۹۹۵، فیلم‌های او بیش از ۵۰۰ میلیون دلار هنگ کنگ (۷۰ میلیون دلار آمریکا) در هنگ کنگ و ۳۹ میلیارد ین (۴۱۵ میلیون دلار آمریکا) در ژاپن فروش داشتند. همچنین، فیلم‌های او بیش از ۳۳ میلیون بلیت سینمایی در فرانسه، آلمان، ایتالیا و اسپانیا فروخته بودند. با وجود موفقیت جهانی، او در آمریکای شمالی چندان موفق نبود. او تنها در دو فیلم به‌عنوان بازیگر اصلی حضور داشت، نبرد بزرگ و محافظ که در مجموع ۹٫۵۱ میلیون دلار آمریکا (حدود ۳۲ میلیون دلار با احتساب تورم) فروش داشتند. بااین‌حال، تا اواسط دهه ۱۹۹۰، فیلم‌های هنگ کنگی چان در بازار رسانه خانگی آمریکای شمالی بسیار محبوب شده بودند.
چان در دهه ۱۹۹۰ دوباره به دنبال موفقیت در هالیوود بود، اما پیشنهادهای اولیه برای بازی در نقش‌های منفی را رد کرد تا در آینده در چنین نقش‌هایی ثابت نشود. به‌عنوان مثال، سیلوستر استالونه به او پیشنهاد داد تا نقش سایمون فینیکس، یک خلافکار را در فیلم علمی-تخیلی مرد خرابکار بازی کند، اما چان این پیشنهاد را رد کرد و وسلی اسنایپس این نقش را بر عهده گرفت.
چان سرانجام در سال ۱۹۹۵ توانست جایگاه خود را در بازار آمریکای شمالی تثبیت کند، زمانی که جنجال در شهر به‌صورت جهانی اکران شد. این فیلم باعث شد چان در ایالات متحده هواداران سرسختی پیدا کند، چیزی که برای ستاره‌های سینمای هنگ کنگ نادر بود. موفقیت جنجال در شهر زمینه‌ساز انتشار داستان پلیس ۳: ابرپلیس در ایالات متحده در سال ۱۹۹۶ با عنوان ابرپلیس شد، که در مجموع ۱۶٫۲۷۰٫۶۰۰ دلار آمریکا فروش داشت. اولین موفقیت بزرگ چان در سال ۱۹۹۸ رقم خورد، زمانی که او در فیلم پلیس رفیق اکشن کمدی ساعت شلوغی در کنار کریس تاکر بازی کرد. این فیلم در ایالات متحده به‌تنهایی ۱۳۰ میلیون دلار فروش داشت و او را به یک ستاره هالیوودی تبدیل کرد. پس از این موفقیت، او در همکاری با جف یانگ زندگینامه خود را با عنوان من جکی چان هستم نوشت.

### ۱۹۹۹–۲۰۰۷: شهرت در هالیوود و نمایشنامه

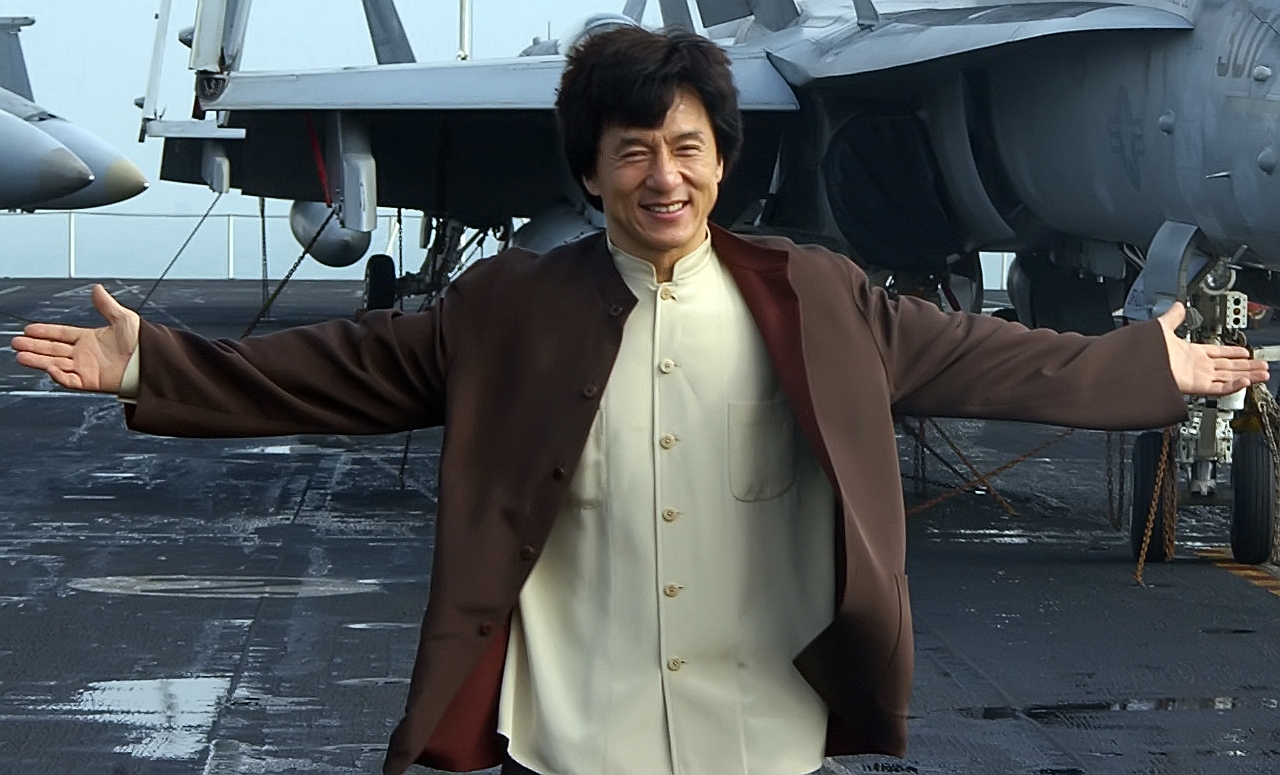
چان در یواس‌اس کیتی هاک در ۲۰۰۲ در جریان بازدید ناو هواپیمابر از هنگ کنگ

در سال ۱۹۹۸، چان آخرین فیلم خود را برای گلدن هاروست با عنوان من کی هستم؟ منتشر کرد. پس از ترک گلدن هاروست در ۱۹۹۹، او در مبارز همه‌فن‌حریف، یک کمدی عاشقانه در کنار شو چی بازی و تهیه‌کنندگی کرد. این فیلم بیشتر بر روابط شخصی تمرکز داشت و تنها چند صحنه رزمی در آن گنجانده شده بود. اگرچه چان در ۱۹۹۹ گلدن هاروست را ترک کرد، اما این شرکت همچنان دو فیلم او، مبارز همه‌فن‌حریف (۱۹۹۹) و جاسوس تصادفی (۲۰۰۱) را تولید و توزیع کرد. در سال ۲۰۰۰، چان به ساخت یک بازی پلی‌استیشن با عنوان بدل‌کار جکی چان کمک کرد که در آن صداپیشگی و ضبط حرکات را بر عهده داشت. موفقیت هالیوودی چان در سال ۲۰۰۰ ادامه یافت، زمانی که با اوون ویلسون در فیلم کمدی اکشن وسترن ظهر شانگهای همکاری کرد. دنباله این فیلم، شوالیه‌های شانگهای در ۲۰۰۳ منتشر شد و اولین صحنه مبارزه چان با دانی ین را به نمایش گذاشت. او در سال ۲۰۰۱ بار دیگر با کریس تاکر در ساعت شلوغی ۲ همکاری کرد، که حتی موفق‌تر از نسخه اول بود و در سراسر جهان ۳۴۷ میلیون دلار فروش داشت. او سپس در فیلم‌های تاکسیدو (۲۰۰۲) و مدالیون (۲۰۰۳) با استفاده از افکت‌های ویژه و طناب‌های تعلیق در صحنه‌های مبارزه آزمایش کرد، اما این فیلم‌ها از نظر تجاری و منتقدان چندان موفق نبودند. در سال ۲۰۰۴، چان با استیو کوگان در دور دنیا در ۸۰ روز همکاری کرد، که به‌طور آزادانه از رمان ژول ورن با همین نام اقتباس شده بود. در همان سال، اندرو ویلیس، پژوهشگر سینما، اظهار داشت که چان «شاید شناخته‌شده‌ترین ستاره جهان» باشد.
با وجود موفقیت مجموعه فیلم‌های ساعت شلوغی و ظهر شانگهای، چان از هالیوود ناامید شد، زیرا نقش‌های محدودی به او پیشنهاد می‌شد و کنترلی بر فرایند فیلم‌سازی نداشت. در پاسخ به خروج گلدن هاروست از صنعت فیلم در ۲۰۰۳، او شرکت جی‌سی‌ای موویز لیمیتد (جکی چان امپرور موویز لیمیتد) را با همکاری گروه چندرسانه‌ای امپرور (ای‌ام‌جی) تأسیس کرد. از آن زمان، فیلم‌های او علاوه بر صحنه‌های اکشن، شامل سکانس‌های دراماتیک بیشتری شدند و همچنان در گیشه موفق بودند. نمونه‌هایی از این فیلم‌ها شامل داستان جدید پلیس (۲۰۰۴)، افسانه (۲۰۰۵) و فیلم پرفروش له‌له‌های اجباری (۲۰۰۶) هستند.
چان سپس در ساعت شلوغی ۳ که توسط برت رتنر کارگردانی شد، بازی کرد. این فیلم در اوت ۲۰۰۷ منتشر شد و ۲۵۵ میلیون دلار آمریکا فروش داشت. بااین‌حال، این فیلم در هنگ کنگ عملکرد ناامیدکننده‌ای داشت و در آخر هفته افتتاحیه خود تنها ۳٫۵ میلیون دلار هنگ کنگ فروش کرد.

### ۲۰۰۸–اکنون: تجربه‌های جدید و تغییر در سبک بازیگری

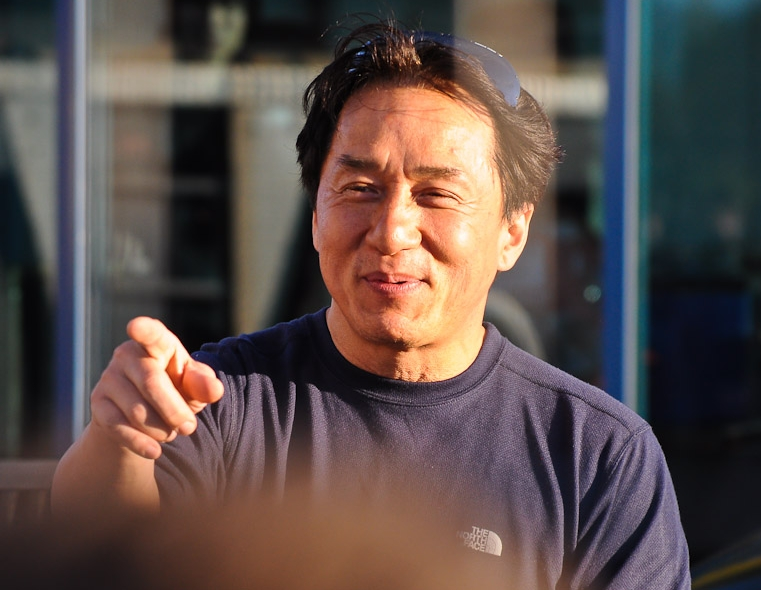
چان در مجموعه زودیاک چینی، ۲ مه ۲۰۱۲

فیلم‌برداری پادشاهی ممنوعه، اولین همکاری مشترک چان با جت لی، در ۲۴ اوت ۲۰۰۷ به پایان رسید و این فیلم در آوریل ۲۰۰۸ منتشر شد. این فیلم به‌شدت از جلوه‌های ویژه و سیم‌های معلق برای صحنه‌های اکشن استفاده کرد. در ژوئن ۲۰۰۸، چان در پاندای کونگ‌فوکار به جای شخصیت استاد میمون صداپیشگی کرد و در کنار جک بلک، داستین هافمن و آنجلینا جولی ظاهر شد. علاوه بر این، چان به‌عنوان مشاور در فیلم ووشو، به کارگردانی آنتونی سزتو که در ۱ مه ۲۰۰۸ منتشر شد، همکاری کرد. این فیلم با بازی سامو هونگ و وانگ ونجی به رابطه پدر و پسری می‌پردازد.
در نوامبر ۲۰۰۷، چان فیلم‌برداری حادثه شینجوکو را آغاز کرد، که فیلمی درام و بدون صحنه‌های رزمی بود. این فیلم به کارگردانی درک یی، داستان یک مهاجر چینی در ژاپن را روایت می‌کند و در ۲ آوریل ۲۰۰۹ منتشر شد. چان در وبلاگش اعلام کرد که پس از حادثه شینجوکو قصد دارد کارگردانی فیلمی جدید را بر عهده بگیرد، کاری که چندین سال انجام نداده بود. این فیلم قرار بود سومین قسمت از مجموعه شمشیر خدایان باشد و عنوان موقتی آن شمشیر خدایان ۳: زودیاک چینی بود. این فیلم در ۱۲ دسامبر ۲۰۱۲ منتشر شد. به دلیل این‌که اتحادیه بازیگران سینما اعتصاب نکرد، چان در اکتبر ۲۰۰۸ فیلم‌برداری فیلم هالیوودی بعدی خود، همسایه جاسوس، را در نیومکزیکو آغاز کرد. در این فیلم، چان نقش یک مأمور مخفی را بازی می‌کند که هویتش فاش می‌شود، زمانی که مجبور می‌شود از فرزندان دوست‌دخترش مراقبت کند. در بزرگ سرباز کوچک، چان در کنار وانگ لیهوم بازی کرد. داستان فیلم در دوره ایالت‌های جنگ‌طلب در چین رخ می‌دهد و چان نقش تنها بازمانده ارتش خود را بازی می‌کند که باید یک سرباز دشمن را به پایتخت استانش ببرد.
در سال ۲۰۱۰، او در کنار جیدن اسمیت در بچه کاراته‌کار، بازسازی نسخه اصلی ۱۹۸۴، بازی کرد. این فیلم اولین نقش‌آفرینی کاملاً درام او در سینمای آمریکا بود. او نقش آقای هان، یک استاد کونگ‌فو و سرایدار را ایفا می‌کند که به شخصیت جیدن اسمیت آموزش می‌دهد تا بتواند از خود در برابر زورگویان مدرسه دفاع کند. چان برای این نقش جایزه فیوریت باتکیکر را در جوایز برگزیده کودکان نیکلودین ۲۰۱۱ دریافت کرد. در فیلم بعدی‌اش، شائولین، او برخلاف نقش‌های همیشگی‌اش، نقشی فرعی را بازی کرد و در نقش یک آشپز معبد ظاهر شد.
۱۹۱۱، که صدمین فیلم چان محسوب می‌شود، در ۲۶ سپتامبر ۲۰۱۱ منتشر شد. چان در این فیلم به‌عنوان کارگردان مشترک، تهیه‌کننده اجرایی و بازیگر اصلی حضور داشت. با این‌که او در طول حرفه‌اش بیش از ۱۰ فیلم را کارگردانی کرده بود، اما ۱۹۱۱ اولین کارگردانی او پس از من کی هستم؟ در ۱۹۹۸ بود. این فیلم در ۱۴ اکتبر در آمریکای شمالی به نمایش درآمد.
در جشنواره فیلم کن ۲۰۱۲، چان اعلام کرد که قصد دارد از فیلم‌های اکشن کناره‌گیری کند، زیرا احساس می‌کند برای این ژانر بیش‌ازحد پیر شده است. بااین‌حال، بعداً توضیح داد که به‌طور کامل از فیلم‌های اکشن بازنشسته نخواهد شد، اما صحنه‌های خطرناک کمتری انجام خواهد داد و بیشتر مراقب سلامتی خود خواهد بود.
در سال ۲۰۱۳، چان در داستان پلیس ۲۰۱۳، یک بازسازی از فرنچایز داستان پلیس به کارگردانی دینگ شنگ، بازی کرد. این فیلم در اواخر ۲۰۱۳ در چین منتشر شد. فیلم بعدی او، شمشیر اژدها، در اوایل ۲۰۱۵ اکران شد و در کنار جان کیوسک و آدرین برودی، بازیگران هالیوودی، نقش‌آفرینی کرد. در سال ۲۰۱۵، چان به دلیل کمک به افزایش گردشگری مالزی، به‌ویژه در کوالا لامپور، که قبلاً در آن فیلم‌هایی را فیلم‌برداری کرده بود، از سوی دولت مالزی عنوان «داتوک» را دریافت کرد. در اوایل ۲۰۱۷، فیلم جدید چان با نام کونگ‌فو یوگا، یک پروژه چینی-هندی که در آن بازیگرانی هندی، ازجمله دیشا پاتانی، سنو سود و آمیرا داستور نیز حضور داشتند، منتشر شد. این فیلم بار دیگر چان را با استنلی تانگ، کارگردانی که در دهه ۱۹۹۰ چندین فیلم او را ساخته بود، متحد کرد. پس از اکران، این فیلم موفقیت بزرگی در گیشه به دست آورد و یک ماه پس از انتشار، پنجمین فیلم پرفروش تاریخ سینمای چین شد.
در سال ۲۰۱۶، چان در کنار جانی ناکسویل در فیلم مجرم‌یاب که خودش تهیه کرده بود، بازی کرد. همان سال، او در کمدی-اکشن ببرهای راه‌آهن نیز نقش‌آفرینی کرد. در ۲۰۱۷، چان در تریلر اکشن بیگانه، یک تولید مشترک انگلیسی-چینی، در کنار پیرس برازنان بازی کرد. او همچنین در فیلم علمی-تخیلی فولاد خونین در ۲۰۱۷ به ایفای نقش پرداخت.
در سال ۲۰۱۸، چان به‌عنوان تهیه‌کننده اجرایی در مستند متغیرهای بازی که دربارهٔ رژیم غذایی مبتنی بر گیاهان بود، همکاری کرد. در این پروژه، جیمز کامرون، آرنولد شوارتزنگر و پاملا اندرسون نیز به‌عنوان تهیه‌کننده حضور داشتند.
در ۲۰۲۳، او با جان سینا هم‌بازی شد و در فیلم تولید مشترک چین و آمریکا با نام ضربه پنهان بازی کرد. همچنین، او صداپیشگی اسپلینتر را در فیلم پویانمایی لاک‌پشت‌های نینجای جهش‌یافته نوجوان: آشوب جهش‌یافته بر عهده داشت.
تا سال ۲۰۱۰، مجموع فروش فیلم‌های چان در گیشه هنگ کنگ به ۱٫۱۴ میلیارد دلار هنگ کنگ (۱۴۷ میلیون دلار آمریکا) رسید. بین سال‌های ۱۹۹۱ تا ۲۰۱۰، فیلم‌های او بیش از ۷۲ میلیون دلار در کره جنوبی فروش داشتند و تا سال ۲۰۱۲ در ژاپن بیش از ۴۸٫۴ میلیارد ین (۶۰۷ میلیون دلار آمریکا) درآمد داشتند. در اروپا، فیلم‌های او بین سال‌های ۱۹۷۳ تا ۲۰۱۰ حدود ۸۴ میلیون بلیت فروختند. تا سال ۲۰۲۱، مجموع فروش فیلم‌های چان در چین بیش از ۱۴ میلیارد رنمینبی (۲٫۱۷ میلیارد دلار آمریکا) و در ایالات متحده و کانادا ۱٫۸۴ میلیارد دلار (با تعدیل تورم، بیش از ۲٫۴۴ میلیارد دلار آمریکا) بوده است. تا سال ۲۰۱۸، ۴۸ فیلم از او در مجموع بیش از ۵ میلیارد دلار در گیشه جهانی فروش داشته‌اند.

## کارهای دیگر

### موسیقی

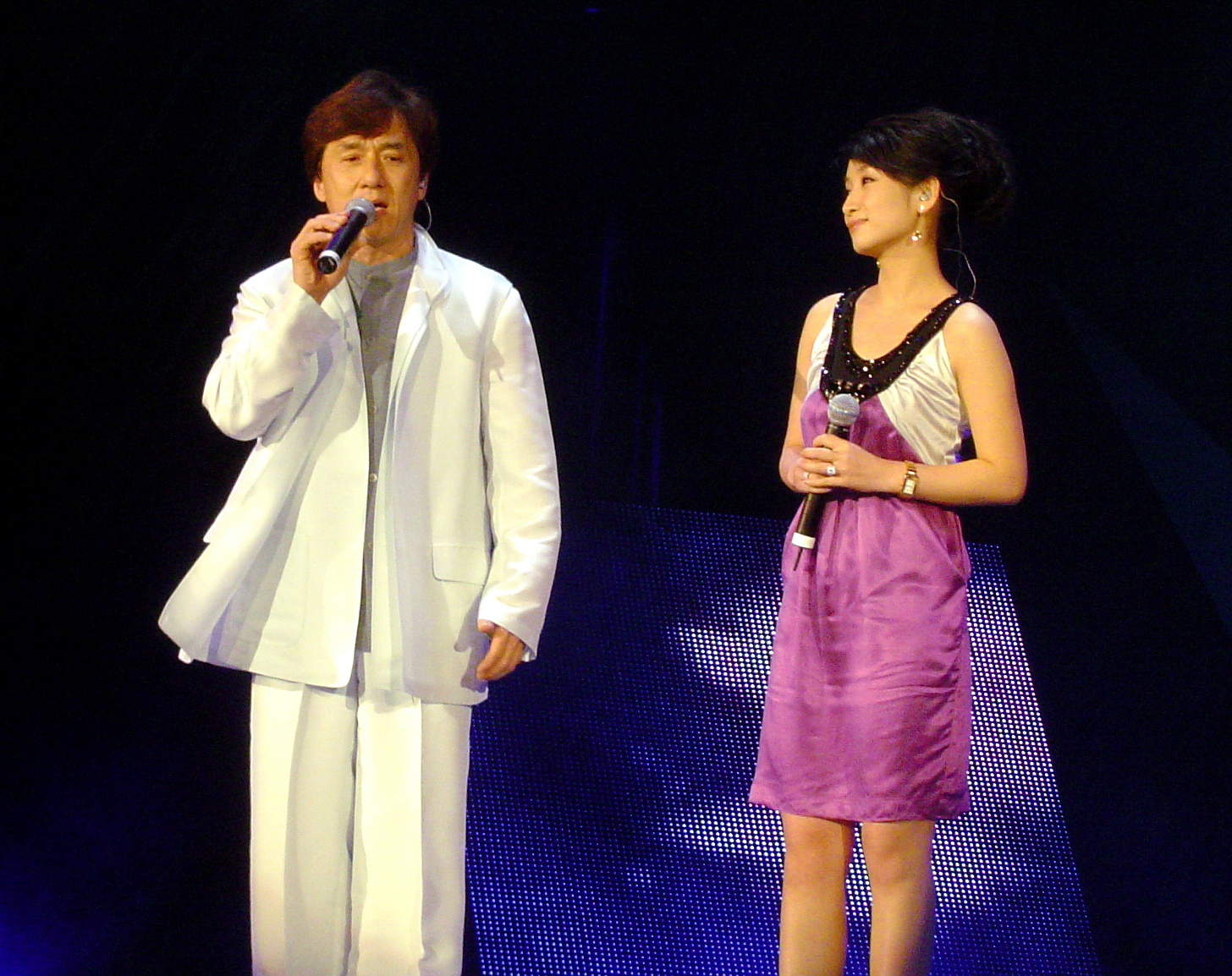
آواز خواندن چان و کین هایلو در شانگهای، چین در اوت ۲۰۰۶

چان در دوران کودکی خود در مدرسه اپرای پکن درس آواز داشت. او در دهه ۱۹۸۰ به‌طور حرفه‌ای تولید قطعات موسیقی را آغاز کرد و در هنگ کنگ و آسیا به یک خواننده موفق تبدیل شد. او از سال ۱۹۸۴ تاکنون ۲۰ آلبوم منتشر کرده است و آوازهایی به زبان‌های کانتونی، ماندارین، ژاپنی، تایوانی و انگلیسی اجرا کرده است. او اغلب آهنگ‌های تیتراژ فیلم‌هایش را می‌خواند که در تیتراژ پایانی پخش می‌شوند. اولین ضبط موزیکال چان «مرد مبارز کونگ‌فو» بود که این آهنگ در تیتراژ پایانی استاد جوان (۱۹۸۰) پخش شد. حداقل ۱۰ مورد از این قطعات ضبط شده در آلبوم‌های موسیقی متن برای فیلم‌ها منتشر شده است. آهنگ کانتونی او «داستان یک قهرمان» (英雄故事) (آهنگ تیتراژ داستان پلیس) توسط پلیس سلطنتی هنگ کنگ انتخاب شد و در آگهی استخدام آنها در سال ۱۹۹۴ گنجانده شد.
چان در نسخه چینی فیلم پویانمایی مولان (۱۹۹۸) والت دیزنی، صدای شخصیت شانگ را به عهده داشت. او همچنین آهنگ «از تو مردی خواهم ساخت» را برای موسیقی متن فیلم اجرا کرد. در نسخه آمریکایی، صدای گوینده شخصیت شانگ توسط بی‌دی ونگ و صدای خواننده توسط دنی آزمند انجام شد. چان همچنین با آنی دیفرانکو در آهنگ «غیرقابل بخشش» همکاری کرد.
در سال ۲۰۰۷، چان آهنگ «ما آماده هستیم» را ضبط و منتشر کرد که به‌عنوان آهنگ رسمی شمارش معکوس یک ساله تا المپیک تابستانی ۲۰۰۸ بود. او این آهنگ را در مراسم شمارش معکوس یک‌ساله تا پارالمپیک تابستانی ۲۰۰۸ اجرا کرد. چان همچنین یکی از دو آلبوم رسمی المپیک را منتشر کرد، آلبوم رسمی برای بازی‌های المپیک پکن – نسخه جکی چان که در آن حضور چند مهمان ویژه را شامل می‌شد. چان آهنگ «سخت است خداحافظی» را همراه با اندی لائو، لیو خوان و واکین چائو در مراسم اختتامیه المپیک تابستانی ۲۰۰۸ اجرا کرد.

### دانشگاه
چان در سال ۱۹۹۶ مدرک دکترای افتخاری علوم اجتماعی را از دانشگاه باپتیست هنگ کنگ دریافت کرد. در ۲۰۰۹، مدرک دکترای افتخاری دیگری از دانشگاه کامبوج دریافت کرد و همچنین در سال ۲۰۰۸ به‌عنوان استاد افتخاری از دانشگاه هنر و طراحی ساوانا در هنگ کنگ شناخته شد.
چان هم‌اکنون عضو هیئت علمی مدرسه مدیریت هتل و گردشگری در دانشگاه پلی‌تکنیک هنگ کنگ است، جایی که در زمینه مدیریت گردشگری تدریس می‌کند. از سال ۲۰۱۵، او همچنین به‌عنوان دبیر دانشکده فیلم و تلویزیون آکادمی جکی چان تحت مؤسسه طراحی و علوم ووهان فعالیت می‌کند.

## زندگی شخصی
در سال ۱۹۸۱، چان با جوان لین، بازیگر تایوانی، آشنا شد. آنها در دسامبر ۱۹۸۲ در لس آنجلس ازدواج کردند و یک روز بعد از ازدواجشان، پسرشان جسی چان متولد شد. لین پس از ازدواج از دنیای بازیگری کناره‌گیری کرد، اما در فیلم زودیاک چینی (۲۰۱۲) به‌صورت کوتاه در نقش همسر چان ظاهر شد.
چان رابطه‌ای خارج از ازدواج با الین نگ یی-لی داشت که در ۱۸ ژانویه ۱۹۹۹ دخترشان اتا نگ چوک لام را به دنیا آورد. کمی پیش از تولد اتا، نگ به‌صورت عمومی فاش کرد که چان پدر فرزندش است، که این موضوع باعث رسوایی بزرگی شد. چان در یک کنفرانس مطبوعاتی ابراز پشیمانی کرد اما گفت که او «تنها اشتباهی را مرتکب شده که بسیاری از مردان در دنیا انجام می‌دهند.» در سال ۲۰۰۲، نگ از هنگ کنگ به شانگهای نقل مکان کرد. او و دخترش به دلیل مشکلات مالی، درگیری‌های خانوادگی و مسائل سلامت روان مورد توجه رسانه‌ها قرار گرفتند. با این حال، طبق گفته وکیل او، چان از ارائه هرگونه کمکی به آنها خودداری کرد. چان از زمان تولد اتا تاکنون هرگز با او ملاقات نکرده است. در سال ۲۰۱۷، وقتی از چان دربارهٔ لزبین بودن دخترش سؤال شد، او پاسخ داد: «تا زمانی که خوشحال باشد، مهم نیست.»
چان به زبان‌های کانتونی، ماندارین، انگلیسی و زبان اشاره آمریکایی صحبت می‌کند و مقداری آلمانی، کره‌ای، ژاپنی، اسپانیایی و تایلندی نیز بلد است. او طرفدار فوتبال است و از تیم ملی فوتبال هنگ کنگ، تیم ملی فوتبال انگلستان و منچستر سیتی حمایت می‌کند.
چان همچنین از طرفداران باد اسپنسر و ترنس هیل، دو بازیگر ایتالیایی، است و از آنها برای فیلم‌های خود الهام گرفته است.

## فیلم‌شناسی
به گزارش وبگاه نقد و بررسی راتن تومیتوز، تحسین‌شده‌ترین فیلم‌های چان عبارتند از:
- مار در سایه عقاب (۱۹۷۸)
- داستان پلیس (۱۹۸۵)
- داستان پلیس ۲ (۱۹۸۸)
- داستان پلیس ۳: ابر پلیس (۱۹۹۲)
- داستان جنایت (۱۹۹۳)
- استاد مست ۲ (۱۹۹۴)
- جنجال در شهر (۱۹۹۵)
- ظهر شانگهای (۲۰۰۰)[۸۹]

## جوایز و نامزدی‌ها
| جایزه       | سال  | بخش                  | اثر | نتیجه | منابع   |
| ----------- | ---- | -------------------- | --- | ----- | ------- |
| جوایز اسکار | ۲۰۱۶ | جایزه افتخاری آکادمی |     | برنده | [ ۱۱۱ ] |